# Paula Marshall
Paula Marie Marshall (ur. 12 czerwca 1964 w Rockville w stanie Maryland) – amerykańska aktorka.

## Filmografia
- 2008 – Party Down jako Liddy
- 2007-... – Californication
- 2007 – Wiem, kto mnie zabił (I Know Who Killed Me) jako Marnie Toland
- 2005-2006 – Po dyżurze (Out of Practice) jako Regina Barnes
- 2004-2007 – Weronika Mars (Veronica Mars) jako Rebecca James
- 2003 – Fałszywa dwunastka (Cheaper by the Dozen) jako Tina Shenk
- 1998 – Czwartek (Thursday) jako Christine
- 1997 – Ta podstępna miłość (That Old Feeling) jako Molly De Mora
- 1997 – Spluwa, fura i blondynka (A Gun, a Car, a Blonde) jako Deborah
- 1993 – Czarnoksiężnik 2 (Warlock II: The Armageddon) jako Samantha Ellison
- 1993 – Pełne zaćmienie (Full Eclipse) jako Liza
- 1992 – Hellraiser III: Piekło na ziemi (Hellraiser III: Hell on Earth) jako Terri
- 1992-1993 – Cudowne lata (The Wonder Years) jako Bonnie Douglas